# (1949) Messina
(1949) Messina (1936 NE) – planetoida z pasa głównego asteroid okrążająca Słońce w ciągu 3,68 lat w średniej odległości 2,38 j.a. Odkryta 8 lipca 1936 roku.